# Spirit of the Boogie
Spirit of the Boogie är ett musikalbum av Kool and the Gang släppt 1975 på De-Lite Records.
Har man bara hört de mer lättintagliga låtar som gruppen gjorde från 1979 och framåt blir man kanske förvånad över den intensiva funk som finns på detta album. Många kritiker anser att bandet var som bäst den här perioden då de spelade hårt och livligt, och inte lika kompromissat som på 1980-talet. Titelspåret blev en stor hit, och när "Spirit of the Boogie" släpptes som singel blev även den instrumentala b-sidan, "Summer Madness" en hit.

## Låtlista
1. "Spirit of the Boogie" (Bayyan/Boyce) - 4:52
2. "Ride the Rhythm" (Bayyan) - 2:55
3. "Jungle Jazz" (Bayyan) - 4:43
4. "Sunshine and Love" (Bayyan) - 3:46
5. "Ancestral Ceremony" (Bayyan) - 3:39
6. "Mother Earth" (Bayyan/Brown) - 5:38
7. "Winter Sadness" (Bayyan/Smith) - 5:04
8. "Caribbean Festival" (Bayyan) - 9:26